# Oshiage Beach
Der Oshiage Beach (japanisch おしあげ浜 Oshiage-hama, deutsch ‚Erhöhter Strand‘) ist ein Strand an der Prinz-Harald-Küste des ostantarktischen Königin-Maud-Lands. Er liegt an einer Nebenbucht der Lützow-Holm-Bucht auf der Nordostseite der Hügelgruppe Skallen zwischen dieser und der Mündung des Skallebreen. 
Luftaufnahmen und Vermessungen einer von 1957 bis 1962 durchgeführten japanischen Antarktisexpedition dienten seiner Kartierung. Das US-amerikanische Advisory Committee on Antarctic Names übertrug die japanische Benennung aus dem Jahr 1972 drei Jahre später in einer Teilübersetzung ins Englische.